# Monti di Štiavnica
I Monti di Štiavnica o Štiavnické (in slovacco Štiavnické vrchy) sono un massiccio montuoso della Slovacchia centro-meridionale, di origine vulcanica. Fanno parte dei Carpazi.
La vetta più elevata è il monte Sitno.

## Classificazione
I Monti di Štiavnica hanno la seguente classificazione:
- catena montuosa = Carpazi
- provincia geologica = Carpazi Occidentali
- sottoprovincia = Carpazi Occidentali Interni
- area = Monti Slovacchi Centrali
- gruppo = Monti Štiavnica.